# Ataenius pereirai
Ataenius pereirai är en skalbaggsart som beskrevs av Rudolph Petrovitz 1970. Ataenius pereirai ingår i släktet Ataenius och familjen Aphodiidae. Inga underarter finns listade.